# 우울한 청춘
《우울한 청춘》(青い春 아오이하루[*])은 마츠모토 타이요의 만화를 원작으로 한 토요다 토시아키 감독의 2001년 일본 영화이다.

## 출연
- 마츠다 류헤이 - 쿠조
- 아라이 히로후미 - 아오키
- 다카오카 소스케 - 유키오
- 오시나리 슈고 - 요시무라
- 에이타
- 츠카모토 타카시
- 코이즈미 쿄코
- 마타요시 나오키